# Wardruna
A Wardruna egy 2003-ban alakult neofolk/ambient zenekar Norvégiából, Bergenből, alapítói Kvitrafn (Einar Selvik), Gaahl, és Lindy Fay Hella.
Alkotásaik alapjai az ősi északi/germán gondolatvilág és az idősebb futhark rúnái.
Az első három lemez számai az idősebb futhark nyolc-nyolc betűjét mutatják be, a felvételek pedig részben az egyes rúnákhoz kapcsolható külső helyszíneken történnek. A zenészek többnyire régi hangszereken játszanak, mint például doromb, csontfurulya, vagy hardingfele, de a zenében a hangulatot erősítő természeti hangok is helyet kapnak, mint például fák, kövek, víz, tűz, állatok. A cél minden rúna lényegét megragadni, és azon minőségeket, amelyek a Wardruna zenéjének lényegét és célját legjobban szolgálják: új magokat elvetni és gondozni, és az ősi gyökereket erősíteni.
A Wardruna név jelentése "a rúnák őrzője", vagyis "a tudás őrzője".

## Kiadványok

### Nagylemezek
- Runaljod – gap var Ginnunga (2009)
- Runaljod – Yggdrasil (2013)
- Runaljod – Ragnarok (2016)
- Skald (2018)
- Kvitravn (2021)
- Birna (2025)

### Kislemezek
- Fehu (2013)
- Løyndomsriss (2014)
- Lyfjaberg (2020)

## Videók
- Løyndomsriss (2011)
- Raido (2016)
- Voluspá (2018)
- Rotlaust tre fell (2019)
- Grá (2020)
- Lyfjaberg (2020)
- Hrafnsmál (2020)
- Kvitravn (2020)
- Skugge (2022)
- Himinndotter (2024)
- Birna (2024)

## Tagok

### Jelenlegi
- Kvitrafn – minden hangszer, ének (2003–)
- Lindy Fay Hella – ének (2003–)

### Korábbi
- Gaahl – ének (2003–2015)